# Reformátuskovácsháza
Reformátuskovácsháza Mezőkovácsháza egyik városrésze.

## Fekvése
A közel négyzet alaprajzú városrész a város északnyugati részén terül el; a település többi részétől a Kétegyháza–Újszeged-vasútvonal választja el. Déli szélén halad el az Orosháza felől idáig húzódó 4428-as út, s a városrész délkeleti csücskétől nem messze helyezkedik el a vasút Mezőkovácsháza vasútállomása.

## Nevének eredete
"Amikor 1813. október 16-án az Arad megyei Glasán Bittó Imre főárendátor először szerződött a bathafalvai és újfalusi kertészekkel azzal a céllal, hogy azok a kovácsházi pusztán kertészkedjenek, ezzel egy új község, a mai Mezőkovácsháza alapjait rakták le. A terület ahova a telepesek költöztek, nem volt lakatlan pusztaság. Tőlük néhány kilométerre már kertészek dolgoztak és azok is kovácsháziaknak nevezték magukat. Sőt, hosszú ideig ők voltak a kovácsháziak és azokat, akiket Bittó telepített, Bittó-Kovácsháziaknak nevezték. így hívták a telepet úgyszólván a szabadságharcig, közben 1820-tól Nagy-Kovácsházának is írták a telepet a hivatalos iratokban. Egy alkalommal a pontosabb meghatározás végett Érmelléki-Kovácsházának nevezték. Az előbbi Kovácsháza pedig a "református részen lévő Kovácsháza", azaz Református-Kovácsháza maradt. Ha Bittó nem telepít, senkinek sem jut eszébe, hogy a régi Kovácsházát valaha is Református-Kovácsházának nevezze."
A 19. század közepén Új-Kovácsházának is nevezték a falut, hogy megkülönböztessék Ó-Kovácsházától, vagyis a mai Mezőkovácsházától.

## Történelem
Mezőkovácsháza és Reformátuskovácsháza története a 19. század elejéig közös. A két település gyakorlatilag egy konurbációt alkotott egészen az 1800-as évek elejéig. Ekkor a betelepítések, illetve betelepülések után vált a két település a gyakorlatban is kettő községgé.
Az Oszmán Birodalomtól visszafoglalt alföldi területek szinte teljesen elpusztultak. A régi települések nem éledtek újjá egészen a betelepülők megjelenéséig. Ekkoriban települtek Mezőkovácsházára románok, szlovákok.
Reformátuskovácsháza községi élete 1812-ben veszi kezdetét, ekkortól lett ugyanis politikai(lag elismert) község. A reformátuskovácsházi egyházközség 1822-ben alakult meg. Az 1815-ös keltezésű anyakönyv fedlapján ez volt olvasható:
"Tekintetes Nemes Csanád Vármegyében helyheztetett, és a Helvétziai Vallástételt követő Régi vagy Reformátusnak is neveződött Kovátsházi Ekklásia Matrikulája ... a kinevezett EkkIésiának első Predikátora Tar János az 1822.-dik esztendőben Junius 5-dikén. Ács János Kurátorságában Seres István Bíróságában és Fekete Mihály esküttségében ... "
Az egyházközség megalapításában jelentős munkássággal vettek részt az Ács, Seres, Fekete, Szűcs, Kocsis, Berecz, Hajdú, Búzás, Bóné, Kis, Tokodi, Deák, Pap, Csatári, Zacsok, Nagy, Sarkadi, Dobra, Polgár stb. családok, kiknek leszármazottai ma is itt élnek.
Az egyház első rendes lelkipásztora Tar János volt és kezdetben imaházzal és egytanerős iskolával rendelkezett.
A református templom építésének munkája A 19. század végén vette kezdetét, amely 1898-ban fejeződött be. A templomot egyházi támogatással, a hívek adományaiból, országos gyűjtésekkel és kölcsönökből építették fel
A 20. század első felében többször indítottak népi kezdeményezést (mozgalmat), hogy a határos Babó-majort a községhez csatolják, de ezen mozgalmak mind sikertelenek voltak.

### A II. világháború után
Reformátuskovácsháza, 9 napi súlyos harc után, 1944. október 6-án felszabadult. Először az MKP helyi szervezete alakult meg, majd a többi pártok szervezetei, a Nemzeti Bizottság, majd 1945. március 16-án a földosztó bizottság is. A helyi TSZ 1950 tavaszban jött létre Dózsa neve alatt, ami 332 kh földterülettel rendelkezett, amelyen több tíz család dolgozott.
1950 októberében került sor az első községi tanácsi választásokra. A megalakult községi tanácsnak 51 rendes, valamint 23 póttagja volt. 1969. július 1-jén a községet Mezőkovácsházához csatolták. Ekkor a település mindenféle különállása megszűnt, így innentől kezdve saját tanácsa sem volt. 1994-ben népi kezdeményezés indult az egykor önálló falu újbóli önállóvá válására, amely azonban annyiban maradt. Még napjainkban is vannak, akik támogatnák a település függetlenségét Mezőkovácsházától. Mezőkovácsháza képviselő-testületének 2014. november 3-i alakuló ülésekor előterjesztették a reformátuskovácsházi önkormányzat létrehozásáról szóló javaslatot, habár még azóta sem szerveződött meg a részönkormányzat.

## Kulturális élet
Egykor óvoda, általános iskola, kultúrház, népkönyvtár és egy napköziotthon volt a községben. A népkönyvtár 1949-ben a többi, kisebb falusi könyvtár egyesítésével, míg a kultúrház 1953-ban jött létre. Napjainkban már csak az óvoda működik e településrészen. Hamarosan átadásra kerül a TIOP 3.2.3-12/1-2013-0001 kiemelt állami projekt keretében megépülő Innovációs, Oktatási és Közösségi központ.

## Népesség
A község területe 14,28 négyzetkilométer. 1949. január l-jén népessége 1519 volt. Az utolsó 10 év alatt a falu népessége 13,3 százalékkal szaporodott. Az itt élő népesség napjainkban maximum ezer fő lehet, de pontos adatok nem állnak rendelkezésre, ugyanis külön népszámlálást itt nem tartanak, az itt élők mezőkovácsházainak számítanak.